# 诺丁汉森林足球俱乐部
諾丁漢森林足球俱樂部（英語：Nottingham Forest Football Club） 是位於英格蘭东米德兰茲諾丁漢郡諾丁漢市的足球會，成立於1865年，球會目前參賽級別為英格蘭超級聯賽。球會自1898年以來一直是座落在特倫特河（River Trent）南岸的城市足球場 (The City Ground) 進行主場比賽，城市足球場的位置剛好在諾丁漢市的官方邊界之外，與同市死敵諾士郡相鄰，距離僅為300碼，是英格蘭境內兩支最接近的球隊。

## 球會歷史
諾丁漢森林足球隊早在1865年成立，1879年球隊首次參加英格蘭足總盃，亦是足球同盟（Football Alliance）(1889-90) 及英格蘭超級足球聯賽(1992-93) 創始成員，也是現時英格蘭職業足球聯賽之中（首四級，包括英超，英冠，甲組及乙組）歷史最悠久的球會。
早年諾丁漢森林在英格蘭各級聯賽浮沉，至上世紀七十年代，由名帥布萊恩·克拉夫 和彼得.泰來 (Peter Taylor) 帶領的諾丁漢森林曾輝煌一时。1977年，他們帶領森林由次級乙組聯賽升上頂級甲組聯賽，升班後首季就奪得球隊歷史上首個頂級聯賽冠軍 (1977-78年度)，以及聯賽盃冠軍。1978-79年度球季，森林取得甲組聯賽亞軍，更贏得歐洲盃 (欧洲冠军聯賽前身) 冠軍。1979-80年度球季，森林成功衛冕歐洲盃，同年並贏得歐洲超級盃，是目前為止唯一一支在歐洲冠軍聯賽奪冠次數超過本國联赛冠军次数的球队。
在布萊恩·克拉夫執教的最後十年裡面，諾丁漢森林贏得了1989年和1990年的聯賽盃，之後在1991年足總盃和1992年的聯賽盃決賽中落敗屈居亞軍，1992年，森林成為英超創會成員。然而森林在1993年由英格蘭超級聯賽降級，領隊克拉夫亦隨即宣佈退休，結束他森林長達十八年的執教生涯。翌年森林取得甲組亞軍 (1993-94)，一季後回歸英超，回歸英超首季更獲得英格蘭超級聯賽第三名。不過森林于1997年再次降班至次級聯賽，雖然一年後再次回升英超，但一季後在1999年再次由頂級聯賽降級，開始球隊長達二十三年在低組別聯賽作賽的歷程，期間更一度降至第三級別聯賽英甲(2005-08)，成為唯一一支降至國內第三級別聯賽的前歐洲冠軍。
2007/08年球季獲得英格蘭足球甲級聯賽亞軍升回英格蘭足球冠軍聯賽。2021/22年球季在英格蘭足球冠軍聯賽附加賽決賽擊敗，重返闊別了23年的英格蘭超級足球聯賽。2022/23及2023/24年度球季，森林連續兩年都在英超成功護級，繼續在英超作賽。

## 大事紀年
| 年 份   | 事 項                                                                                         |
| ------- | --------------------------------------------------------------------------------------------- |
| 1878–79 | 晉身足總杯四強                                                                                |
| 1879-80 | 晉身足總杯四強                                                                                |
| 1884-85 | 晉身足總杯四強                                                                                |
| 1889-90 | 足球同盟（Football Alliance）創始成員                                                         |
| 1890-91 | 採用未註冊球員出賽被扣兩分                                                                    |
| 1891-92 | 足球同盟聯賽冠軍。晉身足總杯四強                                                              |
| 1892-93 | 加入足球聯盟甲組聯賽                                                                          |
| 1897-98 | 決賽3-1擊敗，足總杯冠軍                                                                       |
| 1899-00 | 晉身足總杯四強                                                                                |
| 1901-02 | 晉身足總杯四強                                                                                |
| 1906    | 甲組聯賽排第十九位，降級乙組                                                                  |
| 1906-07 | 乙組聯賽冠軍，升級甲組                                                                        |
| 1911    | 甲組聯賽排第廿位，降級乙組                                                                    |
| 1921-22 | 乙組聯賽冠軍，升級甲組                                                                        |
| 1925    | 甲組聯賽排第廿二位，降級乙組                                                                  |
| 1949    | 乙組聯賽排第廿一位，降級南區丙組                                                              |
| 1950-51 | 南區丙組聯賽冠軍，升級乙組                                                                    |
| 1956-57 | 乙組聯賽亞軍，升級甲組                                                                        |
| 1958-59 | 決賽2-1擊敗盧頓，足總杯冠軍（第二次）                                                         |
| 1966-67 | 甲組聯賽亞軍。晉身足總杯四強                                                                  |
| 1972    | 甲組聯賽排第廿一位，降級乙組                                                                  |
| 1976-77 | 乙組聯賽季軍，升級甲組                                                                        |
| 1977-78 | 甲組聯賽冠軍。決賽0-0，重賽1-0擊敗利物浦，聯賽杯冠軍                                          |
| 1978-79 | 甲組聯賽亞軍。決賽3-2擊敗，聯賽杯冠軍（第二次）。決賽1-0擊敗瑞典馬模，歐洲杯冠軍。            |
| 1980    | 歐洲超級杯兩回合累計2-1擊敗。                                                                 |
| 1979-80 | 決賽0-1負於狼隊，聯賽杯亞軍。決賽1-0擊敗漢堡，歐洲杯冠軍（第二次）。                          |
| 1981    | 歐洲超級杯兩回合累計2-2（作客入球優惠）負於 。                                                |
| 1983-84 | 晉第歐洲足協杯四強                                                                            |
| 1987-88 | 晉身足總杯四強                                                                                |
| 1988-89 | 決賽3-1擊敗盧頓，聯賽杯冠軍（第三次）。晉身足總杯四強                                         |
| 1989-90 | 決賽1-0擊敗，聯賽杯冠軍（第四次）                                                             |
| 1990-91 | 決賽1-2負於，足總杯亞軍                                                                       |
| 1991-92 | 決賽0-1負於，聯賽杯亞軍                                                                       |
| 1992-93 | 英超創始成員。超聯排第廿二位，降級甲組（II）                                                  |
| 1993-94 | 甲組（II）聯賽亞軍，升級英超                                                                  |
| 1995-96 | 晉身歐洲足協杯八強                                                                            |
| 1997    | 超聯排第廿位，降級甲組（II）                                                                  |
| 1997-98 | 甲組（II）聯賽冠軍，升級超聯                                                                  |
| 1999    | 超聯排第廿位，降級甲組（II）                                                                  |
| 2002-03 | 甲組（II）聯賽排第六位，附加賽準決賽兩回合累計4-5負於                                         |
| 2004-05 | 甲組（II）聯賽更名“英冠聯賽”                                                                  |
| 2005    | 英冠聯賽排第廿三位，降級英甲聯賽                                                              |
| 2006-07 | 英甲聯賽排第四位，附加賽準決賽兩回合累計4-5負於                                               |
| 2007-08 | 英甲聯賽亞軍，升級英冠聯賽                                                                    |
| 2009-10 | 英冠聯賽排第三位，附加賽準決賽兩回合累計4-6負於黑池                                           |
| 2010-11 | 英冠聯賽排第六位，附加賽準決賽兩回合累計1-3負於                                               |
| 2021-22 | 英冠聯賽排第四位，附加賽準決賽兩回合連加時累計3-3，十二碼3-2擊敗，決賽以1-0撃敗，升級英超聯賽 |

## 近況
- 2019年6月28日，球隊聯賽最終排第九位，無緣晉身升班附加賽，解僱領隊 (Martin O'Neill)[8]。
- 2019年6月28日，委任前法國國腳及前雷恩領隊薩布里‧拉穆奇 (Sabri Lamouchi)接掌球隊，其6人教練團隊亦一併加盟[8]。
- 2021年9月12日，第六輪聯賽，作客1:2不敵卡迪夫城，開季六戰五負一和，打破了球會108年前的最差開季記錄[9]。
- 2021年9月16日，第七輪聯賽，主場0:2不敵米杜士堡，開季七戰六負一和僅得一分於聯賽榜敬陪末席，球會隨即宣佈解僱主帥曉頓（Chris Hughton），助教史堤芬列特（Steven Reid）暫任領隊一職[10]。
- 2021年9月21日，宣佈委任前史雲斯及英格蘭U17領隊史提夫·谷巴(Steve Cooper)接掌球隊[11]，據報森林需要支付其前球球會史雲斯100-150萬英磅補償金[12]。
- 2022年5月8日，英冠2021/22球季最後一輪賽事，作客1:1與候城打成平手，最終以23勝11和12負80分的成績排行聯賽榜第4位，晉身升班附加賽，準決賽對第5位的錫菲聯。
- 2022年5月14日，英冠升班附加賽準決賽，作客以2:1擊敗錫菲聯領先首回合。
- 2022年5月18日，英冠升班附加賽準決賽次回合，主場以1:2不敵錫菲聯，兩回合踢成3:3，加時互無紀錄，互射12碼以3:2擊敗錫菲聯晉級決賽。
- 2022年5月29日，英冠升班附加賽決賽，於倫敦溫布萊球場以1:0擊敗哈特斯菲，奪得來季最後一個英超席位。
- 2023年5月20日，英超聯賽以1比0擊敗阿仙奴，以37分宣布護級成功，成功獲得2023/24年英超聯賽資格，入球球員為9號，阿旺尼。

### 盃賽成績
| 圈數     | 日期          | 主／客   | 對賽球隊 | 紀錄     |
| 聯 賽 盃 | 聯 賽 盃      | 聯 賽 盃 | 聯 賽 盃 | 聯 賽 盃 |
| -------- | ------------- | -------- | -------- | -------- |
| 第一圈   | 2020年9月5日  | 客       | 班士利   | 負0 - 1  |
| 足 總 盃 |               |          |          |          |
| 第三圈   | 2021年1月9日  | 主       | 卡迪夫城 | 勝1 - 0  |
| 第四圈   | 2021年1月23日 | 客       | 史雲斯   | 負1 - 5  |

## 主場球場

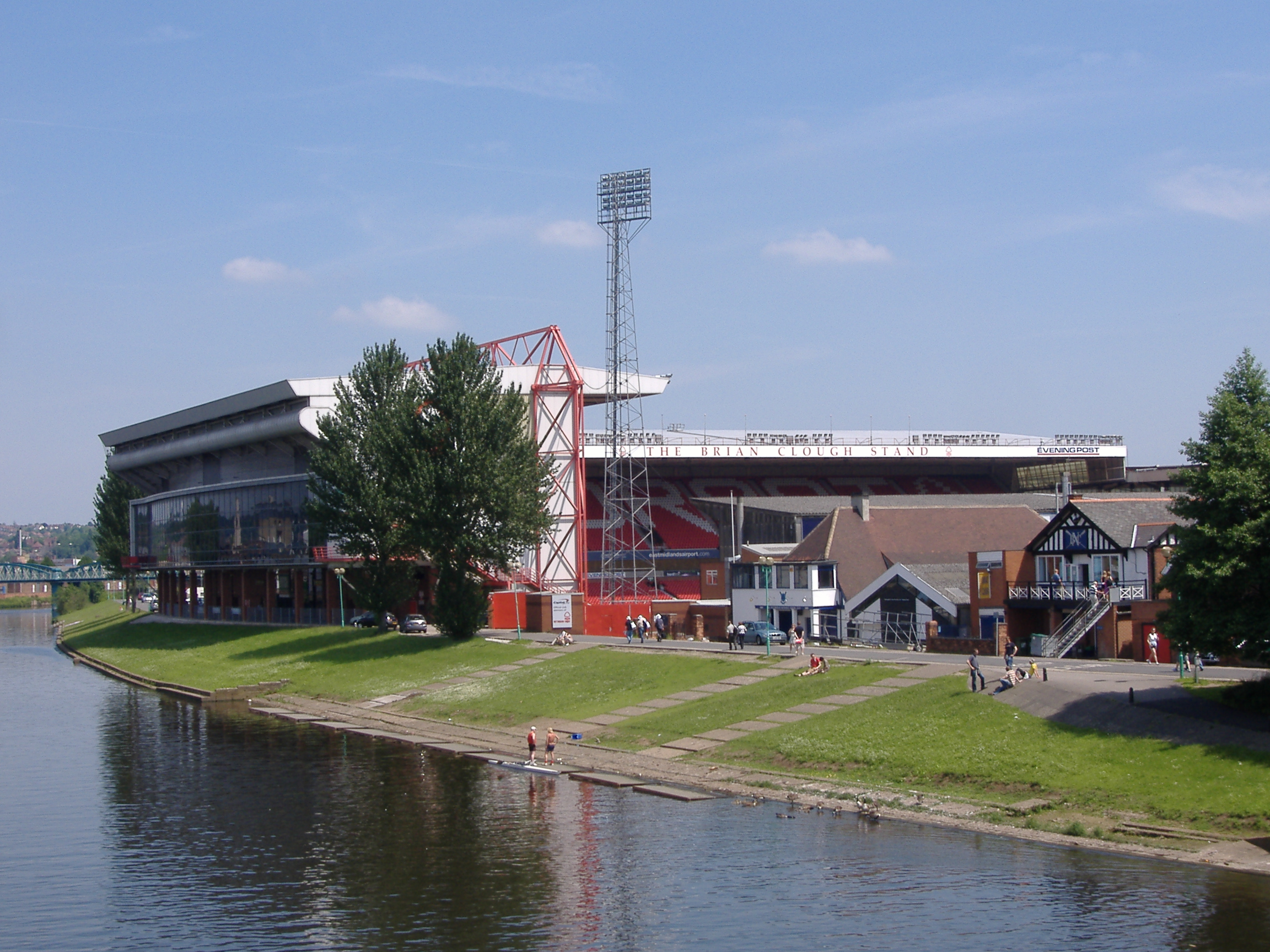
城市球場

城市球場（City Ground）在1898年啟用時成為諾定咸森林的主場球場，為紀念諾定咸在1897年升格為市而命名“城市球場”。
1957年10月12日耗資4萬英鎊的東看台揭幕，有巴斯比宝贝之稱的到訪，吸引破紀錄的47,804名球迷入場，曼聯以2-1獲勝，由雙方球員簽名的比賽足球仍保存在諾定咸森林的錦標間內。主看台在1965年重建，但在1968年8月24日在對的甲組聯賽完半場前發生火警，整個木構的看台完全焚燬，幸好入場的31,126名球迷安然無恙。諾定咸森林在接下來的六場“主場”需要借用諾士郡的美度徑球場（Meadow Lane）比賽，沒有一場獲勝。球場在80年代及90年代分別進行擴建，可容納30,602名觀眾，最後重建的特倫特河看台剛好在1996年前完成，城市球場舉行了三場分組比賽。
百年慶典
1998年11月城市球場慶祝百年紀念，於超聯對同為東密德蘭球隊時，在半場時有球隊名宿及歷年球衣巡行及其他娛樂助慶，這場由天空電視直播的比賽結果以2-2和局完場。
城市球場擴建計劃
2019年2月28日，球會正式宣佈城市球場擴建計劃。其核心計劃將會是重建彼得泰萊看台(Peter Taylor Stand)。全新的彼得泰萊看台將會有10,000個坐位，並引入世界一流嘅設施，包括博物館，球會專門店，酒吧，餐廳以及行政包廂。 除此之外，將為殘疾球迷提供更好嘅設施，並大幅增加輪椅空間。 而特倫特看台(Trent End)，白賴仁哥洛夫看台(Brain Clough Stand)以及布里奇福德看台(Bridgford Stand）則會進行翻新及優化工程。
擴建後的城市球場可以容納38，000名觀眾，將會成為東米德蘭郡容量最高的球場。
雖然球會希望在2019-2020賽季結束時開始擴建工作。 然而，由於COVID-19大流行，擴建計劃有所延誤。 截至2022年6月，相關工程仍未開始。

## 敵對球隊
雖然在地理上是最接近諾丁漢森林的職業球會，但自1994/95年球季以來兩間球會所處的聯賽最少相差一級，對碰機會不多。現時成為諾丁漢森林最激烈的敵對球隊，對戰的賽事被稱為「東密德蘭打吡」（East Midlands derby），於2007年成立「白賴仁·哥洛夫錦標」（Brian Clough Trophy）後競爭尤為激烈。
莱斯特城是諾丁漢森林另一支東密德蘭主要敵對球隊，但在2007年8月28日雙方在英格蘭聯賽盃碰頭時，森林領先1-0完半場，李斯特城的後衛奇里夫·奇勒（Clive Clarke）在更衣室因心臟病發暈倒，球賽被迫腰斬；重賽前李斯特城領隊加利·麥臣（Gary Megson）知會森林領隊哥連·卡達活（Colin Calderwood）他希望以腰斬時的紀錄展開比賽，卡達活選派門將保羅·史密夫（Paul Smith）執行任務，開球後李斯特城的球員退開讓史密夫盤球前進射入，此舉博得雙方球迷一致鼓掌。

## 榮譽
| 榮譽                 | 次數        | 年度                           |
| 聯 賽 比 賽          | 聯 賽 比 賽 | 聯 賽 比 賽                    |
| -------------------- | ----------- | ------------------------------ |
| 甲組〈I〉聯賽 冠軍   | 1           | 1978年                         |
| 甲組〈I〉聯賽 亞軍   | 2           | 1967年，1979年                 |
| 甲組〈II〉聯賽 冠軍  | 1           | 1998年                         |
| 甲組〈II〉聯賽 亞軍  | 1           | 1994年                         |
| 乙組〈II〉聯賽 冠軍  | 2           | 1907年，1922年                 |
| 乙組〈II〉聯賽 亞軍  | 1           | 1957年                         |
| 甲組〈III〉聯賽 亞軍 | 1           | 2008年                         |
| 南區丙組聯賽 冠軍    | 1           | 1951年                         |
| 足球同盟聯賽 冠軍    | 1           | 1892年                         |
| 盃 賽 比 賽          |             |                                |
| 足總杯 冠軍          | 2           | 1898年，1959年                 |
| 足總杯 亞軍          | 1           | 1991年                         |
| 聯賽杯 冠軍          | 4           | 1978年，1979年，1989年，1990年 |
| 聯賽杯 亞軍          | 2           | 1980年，1992年                 |
| 慈善盾 冠軍          | 1           | 1978年                         |
| 慈善盾 亞軍          | 1           | 1959年                         |
| 英蘇盃 冠軍          | 1           | 1977年                         |
| 足總會員杯 冠軍      | 2           | 1989年，1992年                 |
| 歐 洲 比 賽          |             |                                |
| 歐洲杯 冠軍          | 2           | 1979年，1980年                 |
| 歐洲超級盃 冠軍      | 1           | 1979年                         |
| 歐洲超級盃 亞軍      | 1           | 1980年                         |

## 球員名單（2025/26）
1. 粗體字為新加盟球員（青年隊提升不計）。
2. 2025年夏季轉會窗（英语：List of English football transfers summer 2025）：6月1日至10日，6月16日至9月1日。

### 目前效力
| 號碼  | 國籍     | 球員                                             | 位置     | 年齡  | 加盟年份 | 前屬球會   | 轉會費    |
| 門 將 | 門 將    | 門 將                                            | 門 將    | 門 將 | 門 將    | 門 將      | 門 將     |
| ----- | -------- | ------------------------------------------------ | -------- | ----- | -------- | ---------- | --------- |
| 18    | 蘇格蘭   | 安格斯·岡恩（Angus Gunn）                            | 門將     | 29    | 2025     | 诺里奇城   | 自由轉會  |
| 26    | 比利时   | （Matz Sels）                                    | 門將     | 33    | 2024     | 斯特拉斯堡 | 680萬鎊   |
| 後 衛 |          |                                                  |          |       |          |            |           |
| 3     | 威尔士   | （Neco Williams）                                | 右后卫   | 24    | 2022     | 利物浦     | 1,700萬鎊 |
| 4     | 巴西     | （Morato）                                       | 中后卫   | 24    | 2024     | 本菲卡     | 1,260萬鎊 |
| 5     | 巴西     | （Murillo）                                      | 中后卫   | 23    | 2023     | 哥連泰斯   | 1,000萬鎊 |
| 17    | 德国     | 埃里克·達·席爾瓦·莫雷拉（Eric da Silva Moreira） | 右后卫   | 19    | 2024     | 聖保利     | 125萬鎊   |
| 23    | 巴西     | 雅伊尔·库尼亚（Jair Cunha）                      | 中后卫   | 20    | 2025     | 保地花高   | 1,040萬鎊 |
| 27    | 英格兰   | （Omar Richards）                                | 左閘     | 27    | 2022     | 拜仁慕尼黑 | 765萬鎊   |
| 30    | 科特迪瓦 | （Willy Boly）                                   | 中后卫   | 34    | 2022     | 狼隊       | 230万鎊   |
| 31    | 塞尔维亚 | （Nikola Milenković）                            | 中后卫   | 27    | 2024     | 佛罗伦萨   | 1,200萬鎊 |
| 34    | 奈及利亞 | （Ola Aina）                                     | 右后卫   | 28    | 2023     | 拖連奴     | 自由轉會  |
| 36    | 安哥拉   | 大衛·（David Carmo）                             | 中堅     | 26    | 2024     | 波尔图     | 950萬鎊   |
| 中 場 |          |                                                  |          |       |          |            |           |
| 6     | 科特迪瓦 | （Ibrahim Sangaré）                              | 防守中場 | 27    | 2023     | PSV燕豪芬  | 2,500萬鎊 |
| 8     | 英格兰   | （Elliot Anderson）                              | 正中場   | 22    | 2024     | 纽卡斯尔联 | 3,500萬鎊 |
| 10    | 英格兰   | （Morgan Gibbs-White）                           | 進攻中場 | 25    | 2022     | 狼隊       | 2,500萬鎊 |
| 14    | 瑞士     | 丹·（Dan Ndoye）                                 | 右翼     | 24    | 2025     | 博洛尼亚   | 3,630萬鎊 |
| 16    | 阿根廷   | （Nicolás Domínguez）                            | 正中場   | 27    | 2023     | 博洛尼亚   | 850萬鎊   |
| 21    | 英格兰   | （Omari Hutchinson）                             | 右翼     | 21    | 2025     | 伊普斯威奇 | 3,750萬鎊 |
| 22    | 英格兰   | （Ryan Yates）                                   | 正中場   | 27    | 2016     | 青年隊     | 不適用    |
| 24    | 英格兰   | （James McAtee）                                 | 進攻中場 | 22    | 2025     | 曼城       | 2,200萬鎊 |
| -     | 巴西     | （Douglas Luiz）                                 | 正中場   | 27    | 2025     | 尤文图斯   |           |
| 前 鋒 |          |                                                  |          |       |          |            |           |
| 7     | 英格兰   | （Callum Hudson-Odoi）                           | 左翼     | 24    | 2023     | 切尔西     | 300萬鎊   |
| 9     | 奈及利亞 | （Taiwo Awoniyi）                                | 中鋒     | 28    | 2022     | 柏林联盟   | 1,700萬鎊 |
| 11    | 新西兰   | （Chris Wood）                                   | 中鋒     | 33    | 2023     | 纽卡斯尔联 | 1,500萬鎊 |
| 15    | 法國     | （Arnaud Kalimuendo）                            | 中鋒     | 23    | 2025     | 雷恩       | 2,600萬鎊 |
| 19    | 巴西     | 伊戈爾·熱蘇斯（Igor Jesus）                      | 中鋒     | 24    | 2025     | 保地花高   | 1,000萬鎊 |
| 20    | 葡萄牙   | 若達·席爾瓦（Jota Silva）                        | 左翼     | 26    | 2024     | 吉马良斯   | 600萬鎊   |
| 25    | 奈及利亞 | （Emmanuel Dennis）                              | 中鋒     | 27    | 2022     | 沃特福德   | 1,330萬鎊 |
| 38    | 英格兰   | 喬許·包勒（Josh Bowler）                         | 右翼     | 26    | 2022     | 黑池       | 200萬鎊   |

1. ↑  另浮動條款170萬鎊
2. ↑  另浮動條款500萬鎊
3. ↑  另浮動條款1,000萬鎊
4. ↑  另浮動條款800萬鎊
5. ↑  另浮動條款200萬鎊
6. ↑  租借下半季(22/23)後買斷

### 外借球員
| 號碼             | 國籍             | 球員                      | 位置             | 年齡             | 加盟年份         | 外借球會         | 外借球季         |
| 2025年夏季轉會窗 | 2025年夏季轉會窗 | 2025年夏季轉會窗          | 2025年夏季轉會窗 | 2025年夏季轉會窗 | 2025年夏季轉會窗 | 2025年夏季轉會窗 | 2025年夏季轉會窗 |
| ---------------- | ---------------- | ------------------------- | ---------------- | ---------------- | ---------------- | ---------------- | ---------------- |
| --               | 新西兰           | 泰勒·賓登（Tyler Bindon） | 中堅             | 20               | 2025             | 錫菲聯           | 25/26球季        |

### 離隊球員
1. 『*』為先租出一季或半季後售出／自由轉會。

| 號碼             | 國籍             | 球員                              | 位置             | 年齡             | 加盟年份         | 加盟球會         | 轉會費           |
| 2025年夏季轉會窗 | 2025年夏季轉會窗 | 2025年夏季轉會窗                  | 2025年夏季轉會窗 | 2025年夏季轉會窗 | 2025年夏季轉會窗 | 2025年夏季轉會窗 | 2025年夏季轉會窗 |
| ---------------- | ---------------- | --------------------------------- | ---------------- | ---------------- | ---------------- | ---------------- | ---------------- |
| 1                | 美国             | （Matt Turner）                   | 門將             | 31               | 2023             | 里昂             | 700萬鎊          |
| 12               | 爱尔兰           | （Andrew Omobamidele）            | 中堅             | 23               | 2023             | 斯特拉斯堡       | 900萬鎊*         |
| 13               | 威尔士           | （Wayne Hennessey）               | 門將             | 38               | 2025             | 退役             | —                |
| 15               | 英格兰           | （Harry Toffolo）                 | 左后卫           | 30               | 2022             | 夏洛特FC         | 自由轉會         |
| 19               | 西班牙           | （Álex Moreno）                   | 左后卫           | 32               | 2024             | 阿士東維拉       | 租借歸還         |
| 21               | 瑞典             | 安东尼·伊蘭加（Anthony Elanga）                       | 右翼             | 23               | 2023             | 纽卡斯尔联       | 5,320萬鎊        |
| 24               | 巴拉圭           | 拉蒙·索薩（Ramón Sosa）           | 左翼             | 25               | 2024             | 彭美拉斯         | 1,080萬鎊        |
| 28               | 巴西             | （Danilo Oliveira）               | 防守中場         | 24               | 2023             | 保地花高         | 2,000萬鎊        |
| 29               | 英格兰           | （Lewis O'Brien）                 | 正中場           | 26               | 2022             | 雷克瑟姆         | 300萬鎊          |
| 32               | 新西兰           | 馬可·斯塔梅尼克（Marko Stamenic） | 防中             | 23               | 2024             | 斯旺西城         |                  |
| 33               | 巴西             | 卡洛斯·米格爾（Carlos Miguel）    | 門將             | 26               | 2024             | 彭美拉斯         | 475萬鎊          |
| 39               | 英格兰           | （Jonathan Panzo）                | 中堅             | 24               | 2022             | 里奧艾維         | 自由轉會*        |

## 著名球星
- 韋夫·安德遜（Viv Anderson）
- 加利·畢圖士（Garry Birtles）
- 伊恩·保耶（Ian Bowyer）
- 堅尼·賓斯（Kenny Burns）
- 法蘭·卡爾（Franz Carr）
- 尼祖·哥洛夫（Nigel Clough）
- 史丹·哥利摩亞（Stan Collymore）
- 馬克·哥斯利（Mark Crossley）
- 杜利華·法蘭西斯（Trevor Francis）
- 史堤夫·鶴治（Steve Hodge）
- （Jermaine Jenas）
- （Roy Keane）
- 約翰·麥加雲（英语：John McGovern (footballer)）（John McGovern）
- 鄧肯·麥堅時（Duncan McKenzie）
- 拉多斯瓦夫·马耶夫斯基（Radosław Majewski）
- 馬田·奧尼爾（Martin O'Neill）
- （Stuart Pearce）
- 安迪·列特（Andy Reid）
- 約翰·羅拔臣（英语：John Robertson (footballer, born 1953)）（John Robertson）
- （Teddy Sheringham）
- （Peter Shilton）
- 史堤夫·史東（英语：Steve Stone (footballer)）（Steve Stone）
- （Tony Woodcock）
- 迪斯·獲加（Des Walker）
- 韋伯（Neil Webb）
- （Keylor Navas）